# Dalibor Riccardi
Dalibor Riccardi (Borgo Maggiore, 4 settembre 1983) è un ex calciatore e politico sammarinese, Capitano reggente della Repubblica di San Marino per il semestre ottobre 2024 – aprile 2025.

## Biografia
Nato a Borgo Maggiore nel 1983, dopo il diploma in ragioneria, si è laureato in scienze giuridiche presso l'Università di Urbino.
È impiegato in uno studio commerciale amministrativo.

## Attività calcistica
Riccardi ha giocato a calcio a livello agonistico dal 2008 al 2016, nel ruolo di difensore.
Ha iniziato con la Cosmos nel campionato 2008-2009 per poi passare, a metà campionato 2009-2010, con la La Fiorita.
La stagione successiva (2010-2011) ha iniziato a giocare con la Folgore dove è rimasto fino a fine stagione 2012-2013.
L'anno dopo (2013-2014) è passato alla Libertas ma a metà stagione è rientrato nella Folgore.
Per ultimo ha giocato con la Virtus dal 2014 al 2016.
In otto anni ha giocato 71 partite segnando 3 gol.
Oltre che di calcio, è appassionato di padel.

## Attività politica
In politica dal 2010, dopo due mandati consecutivi nella giunta del castello di Serravalle, nelle elezioni del 2016 venne eletto nel Consiglio Grande e Generale per il Partito dei Socialisti e dei Democratici (PSD), di cui era diventato capogruppo politico ma da cui uscì nel 2018 fondando, assieme ad altri fuoriusciti dal PSD, Riforme e Sviluppo (RES). Rimase in carica come consigliere indipendente fino al termine della legislatura.
Assieme a Movimento Civico10 e Sinistra Socialista Democratica ha dato vita al movimento Libera San Marino con cui è stato rieletto nel 2019 e poi nel 2024.
Nel 2020, durante il primo congresso del movimento Libera è stato nominato presidente. 
Al momento della nomina a Capitano reggente era membro del Consiglio dei XII, della commissione consiliare permanente per gli Affari Esteri e della commissione consiliare speciale per le Politiche Territoriali.
Insieme a Francesca Civerchia, è stato eletto Capitano reggente per il periodo 1º ottobre 2024 – 1º aprile 2025.

## Vita privata
È figlio di Marino Riccardi, più volte capitano reggente.